# Bit rate
Bit rate (as vezes escrito como bitrate) significa taxa ou fluxo de bits ou fluxo de transferência de bits. Nas telecomunicações e na computação, o bit rate é o número de bits convertidos ou processados por unidade de tempo. O bit rate é medido em 'bits por segundo' (bps ou b/s), muitas vezes utilizado em conjunto com um prefixo SI, como kbps, Mbps, Gbps, etc., de acordo com o seguinte:
- 1.000 bps = 1 kbps (1 kilobit ou mil bits por segundo)
- 1.000.000 bps = 1 Mbps (1 megabit ou 1 milhão de bits por segundo)
- 1.000.000.000 bps = 1 Gbps (1 gigabit ou um bilhão de bits por segundo)

O bit rate útil de uma comunicação refere-se à capacidade de transferência de um canal excluindo os dados de controle transmitidos (para correcção de erros, etc).

## Bitrates e multimídia
Em multimídia digital, o bit rate representa a quantidade de informação ou detalhe que está guardada por unidade de tempo numa gravação digital (áudio ou vídeo).
Este bit rate depende de diversos fatores:
- O material original pode ser digitalizado com diferentes frequências de amostragem;
- As amostragens podem usar números de bits diferentes;
- Os dados podem ser codificados com diferentes técnicas;
- A informação pode ser comprimida com diferentes técnicas de compressão ou em graus diferentes;

Normalmente, estes fatores são escolhidos consoante os objetivos a que se destina o som/vídeo e tem que existir uma troca entre a qualidade (mais bit rate = mais qualidade = mais tamanho) e o tamanho (menos bit rate = menos qualidade = menos tamanho).
Alguns exemplos de bit rates em multimídia digital:

### Áudio (MP3)
- 24-32 kbps — Qualidade AM.
- 96–128 kbps — Qualidade FM / Standard. Mínimo aceitável em termos de alta fidelidade áudio.
- 160 kbps — Qualidade comparável às fitas K-7 tipo II (cromo), no limite máximo de bias/headroom.
- 192 kbps — Qualidade DAB (Digital Audio Broadcasting). Está a tornar-se o novo padrão para música MP3. Com este bit rate, apenas os ouvidos mais profissionais conseguem notar a diferença em relação a um CD.
- 224–320 kbps — Qualidade aproximada à de CD.

### Outros tipos de áudio
- 800 bps — Qualidade mínima para ter uma voz reconhecível.
- 8 kbps — Qualidade de transmissão de voz telefônica.
- 500 kbps a 1 Mbps — Áudio sem qualquer perda de qualidade.
- 1411 kbps — Formato de som PCM, equiparável ao CD "Compact Disc Digital Audio".

### Vídeo
- 16 kbps — Qualidade videofone
- 1.25 Mbps - Qualidade de VCD (Vídeo CD) (com compressão de vídeo MPEG-1)
- 1.34 Mbps - Qualidade de VCD (Vídeo CD) (com compressão de vídeo e áudio MPEG-PS)
- 5 Mbps – Qualidade de DVD (com compressão MPEG-2)
- 8 até 15 Mbps - Qualidade de HDTV (com compressão MPEG-4 AVC)
- 29.4 Mbps (no máximo) – Qualidade HD DVD
- 62.5 Mbps (no máximo) – Qualidade Blu-rays[1][2][3]